# Steinbrüche im Fürther Stadtwald
Koordinaten: 49° 28′ 26,4″ N, 10° 55′ 1,2″ O

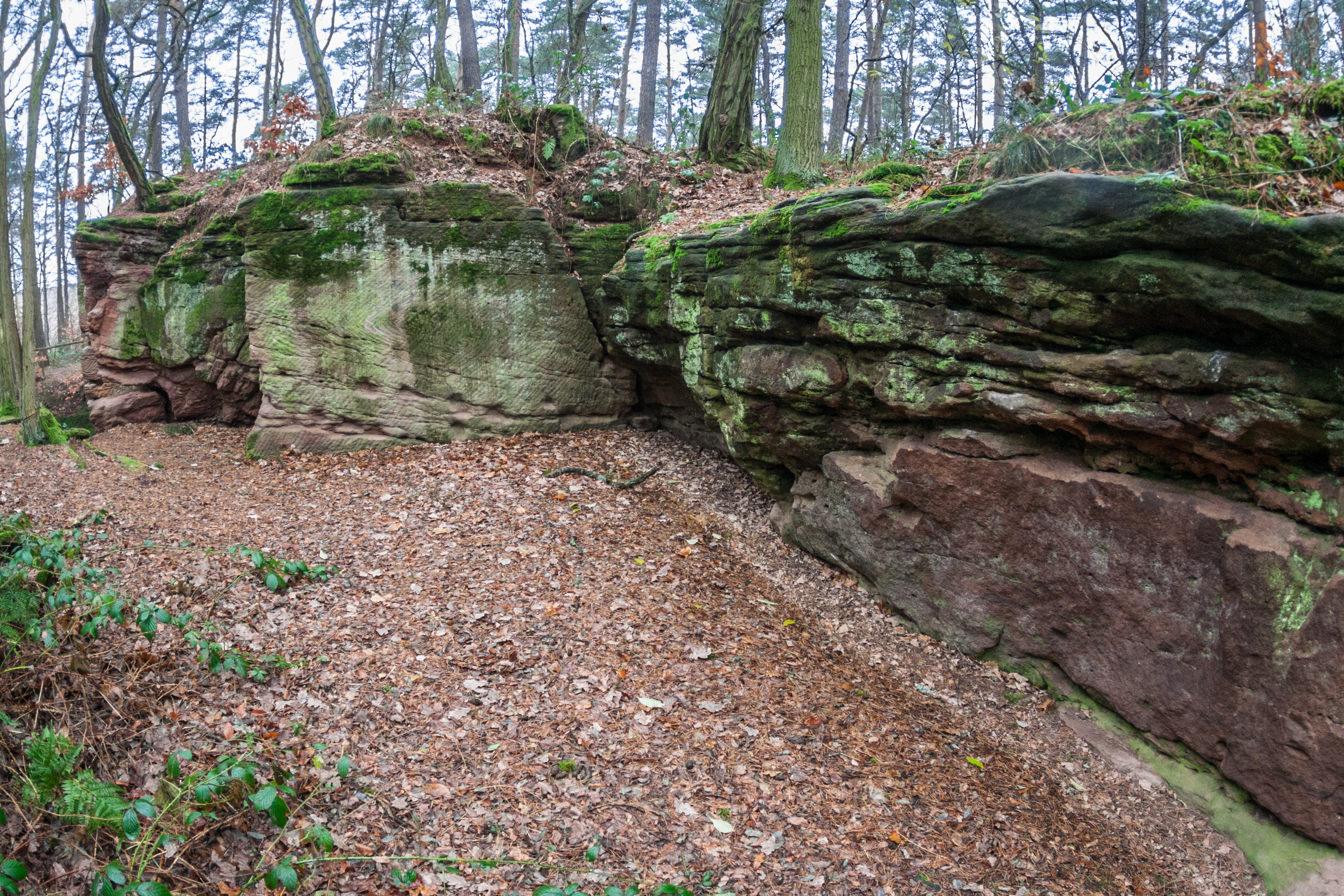
Steinbruch

Die Steinbrüche im Fürther Stadtwald sind mehrere ehemalige und aufgelassene Sandsteinbrüche im Fürther Stadtwald westlich der Stadt Fürth in Bayern.

## Lage
Die Steinbrüche befinden sich weiträumig verstreut im Fürther Stadtwald westlich von Fürth, südlich von Burgfarrnbach und nördlich von Zirndorf.

## Beschreibung
Das Steinbrüche unterteilen sich in mehrere kleinere Steinbruchareale. Ein Teil der Steinbrüche sind als Naturdenkmal ausgewiesen.
- Steinbruch im Winterrangen mit Kanzel und alter Schmiede
- Steinbruch am Steinbruchweg
- Steinbruch am Krummweg
- Steinbruch in den Weiherhofer Hängen
- Steinbruch am Trinkwasserhochbehälter
- Steinbruch am ehemaligen Waldkrankenhaus
- Steinbruch im Katzenstein
- Steinbruch im Eschenaubuck

Heute dienen die Steinbrüche der reinen Freizeitnutzung und sind ein beliebtes Ziel von Wanderern, Kletterern und Mountainbikern.

### Steinbruch im Winterrangen mit Kanzel und alter Schmiede
Dieser Steinbruch hat eine Fläche von etwa 10.000 Quadratmetern und stellt den am besten erhaltenen Steinbruch im Raum Fürth dar. Die bis zu acht Meter hoch aufragenden Wände aus schräggeschichtetem, mittel- bis grobkörnigem Sandstein zeigen noch deutliche Bearbeitungsspuren. Teilweise wurde die schwere Tätigkeit der Steinbrecher durch eine vertikale natürliche Klüftung erleichtert. Der Steinbruch im Fürther Stadtwald bedeckt den östlichen Teil des Cadolzburger Höhenzuges, eines aus Burgsandstein aufgebauten Geländerückens. In diesem Bereich ist die grobkörnigere Nürnberger Fazies mit der feinkörnigeren Heldburger Fazies des Burgsandsteins verzahnt. Der Abbau des Burgsandsteins richtete sich hauptsächlich nach den mächtigen Sandsteinlagen der Nürnberger Fazies. Feinkörnige Sandsteine sind mehr, die mittel- bis grobkörnigen Sandsteine weniger verwitterungsbeständig.
Dieser Steinbruch ist vom Bayerischen Landesamt für Umwelt als Geotop 563A001

### Felsenkeller
Am nördlichen Hangfuß der Steinbrüche befindet sich der Eingang zu einem weitläufigen Felsenkeller. Die Anlage aus rasterförmig angelegten Gängen gehörte zur ehemaligen Gräflich-Pücklerschen-Brauerei. Der 1849 bis 1852 angelegte Keller ist als Baudenkmal D-5-63-000-1707 ausgewiesen. Er diente früher der Lagerung von Bier und im Zweiten Weltkrieg wurde er als Schutzraum und Notunterkunft von der Bevölkerung genutzt. Heute sind die Keller verschlossen und zum Teil einsturzgefährdet oder bereits eingestürzt.

### Waldschenke Grüner Felsenkeller
Das 1863 vor den Kellern errichtete Gebäude diente der Brauerei der Grafen im Burgfarrnbacher Schlosshof zunächst als Hopfenlager. Zwischen den Weltkriegen wurde 1921 von Hans Humbser, einem Fürther Brauunternehmer, das Gebäude als Ausflugslokal umgebaut und ist bis heute ein beliebtes Gasthaus. Der zweigeschossige, traufseitige Satteldachbau mit Sandsteinerdgeschoss ist als Baudenkmal D-5-63-000-1639 ausgewiesen und wurde im Jahr 2008 saniert.

## Geschichte
Neben der forstwirtschaftlichen Nutzung stellte früher die Gewinnung von Sandstein einen wichtigen Wirtschaftszweig in diesem Gebiet dar.
Während der Trias erstreckte sich in Mitteleuropa eine ausgedehnte Senke, die zeitweise kontinental geprägt und von flachen Meeren bedeckt war. Das Zentrum dieses Germanischen Beckens lag im Raum Hessen-Thüringen-Nordbayern. Die Hochgebiete wurden abgetragen und der Schutt von den Flüssen in das Germanische Becken transportiert. Das grobe Material blieb am Rand des Beckens liegen. Weiter zum Beckenzentrum hin überwiegen zunächst sandige und dann tonige Sedimente. Im Zentrum des Beckens selbst bildeten sich Binnendeltas und Seen. Am Rand des Beckens überwiegt die sandige Fazies.

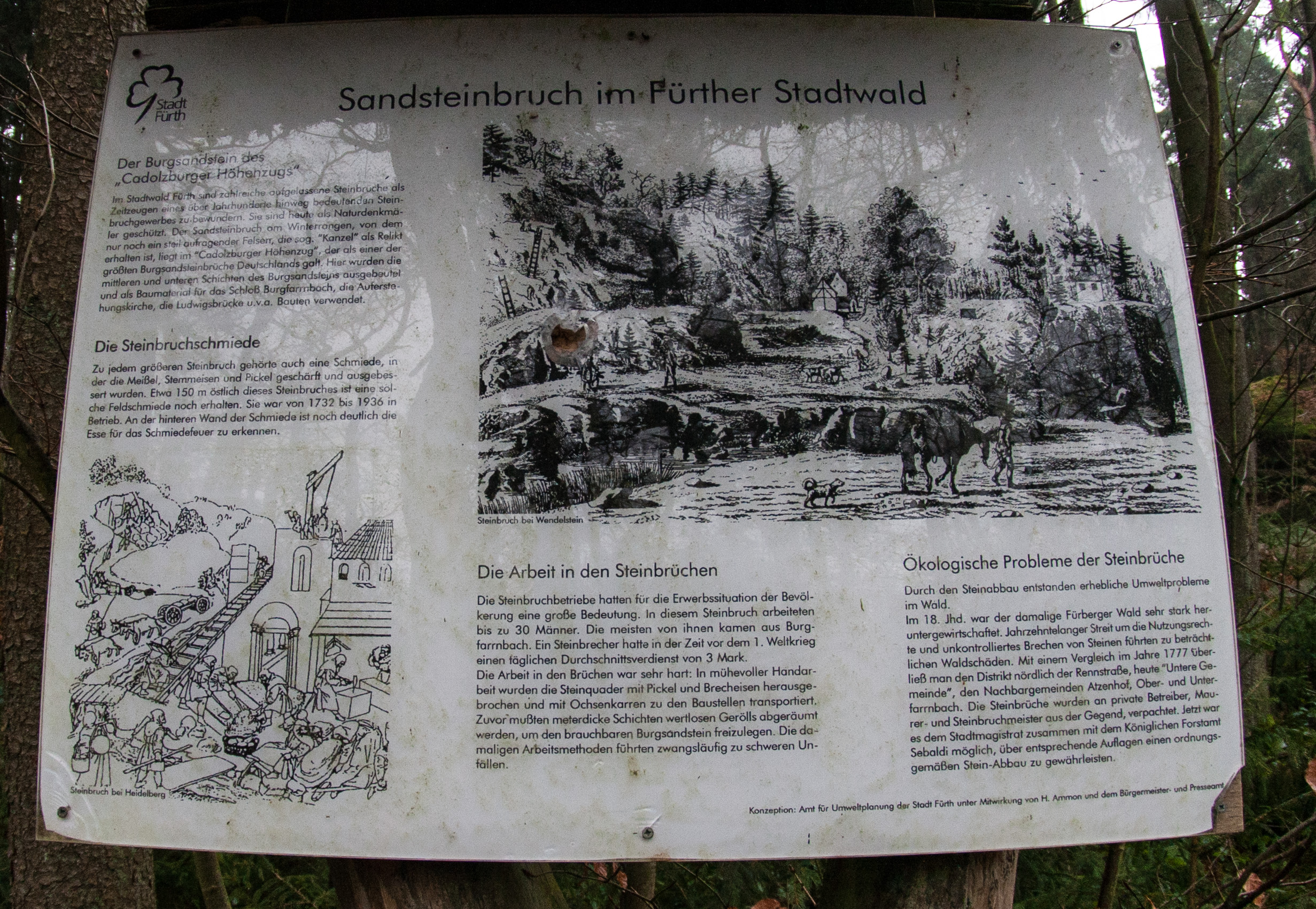
Infotafel
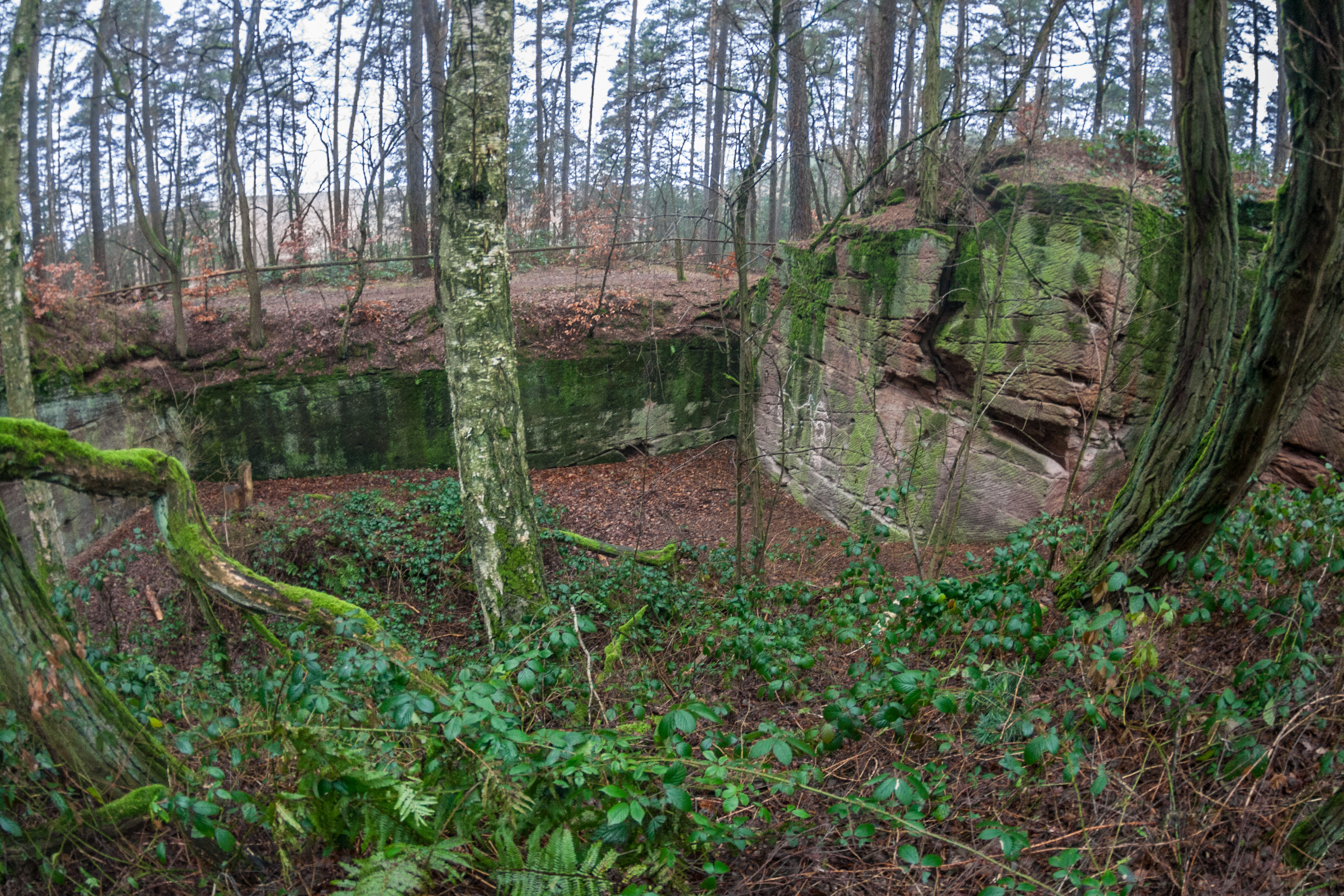
Steinbruch nahe dem Kanzelfelsen
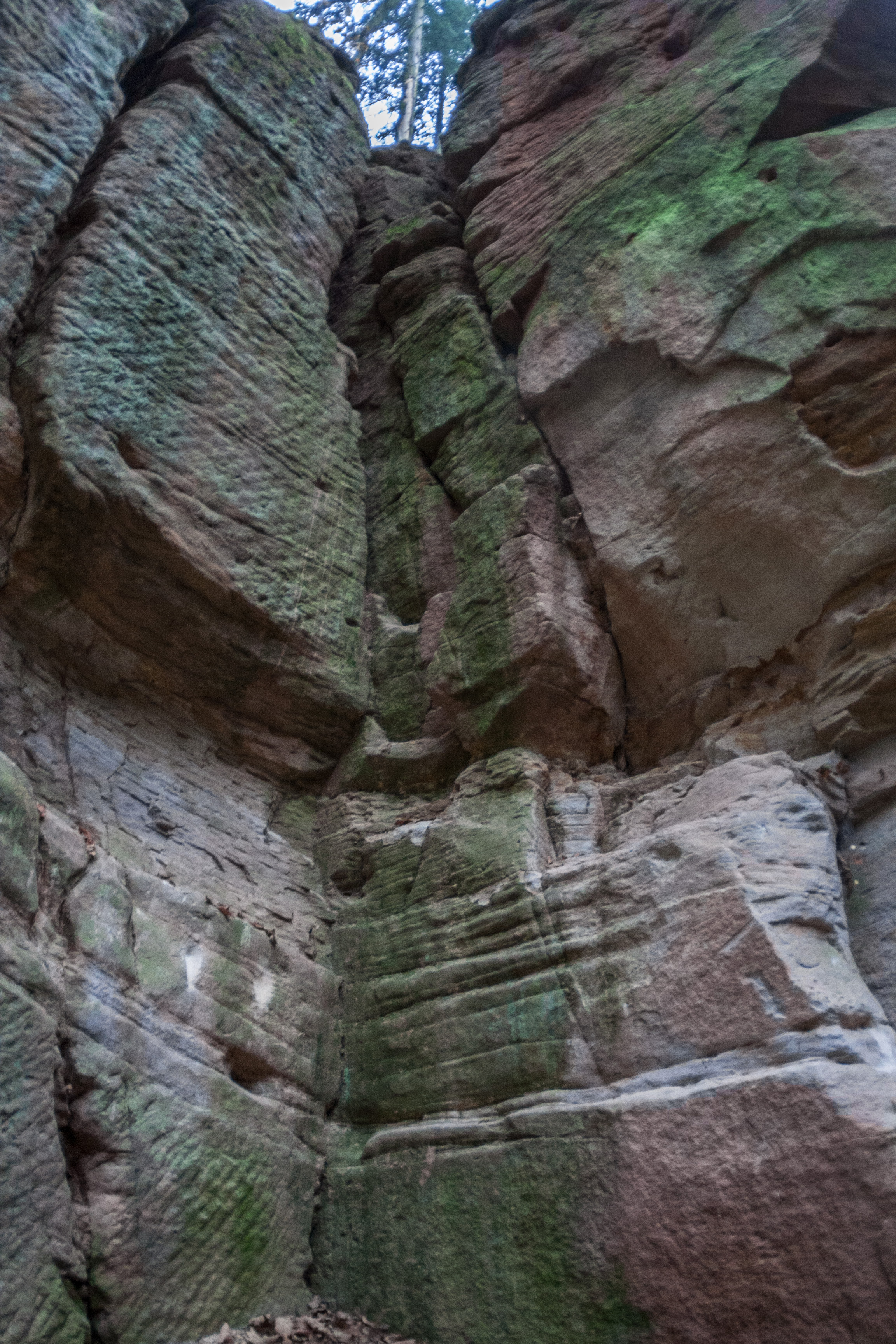
Felswand mit natürlichen Klüften
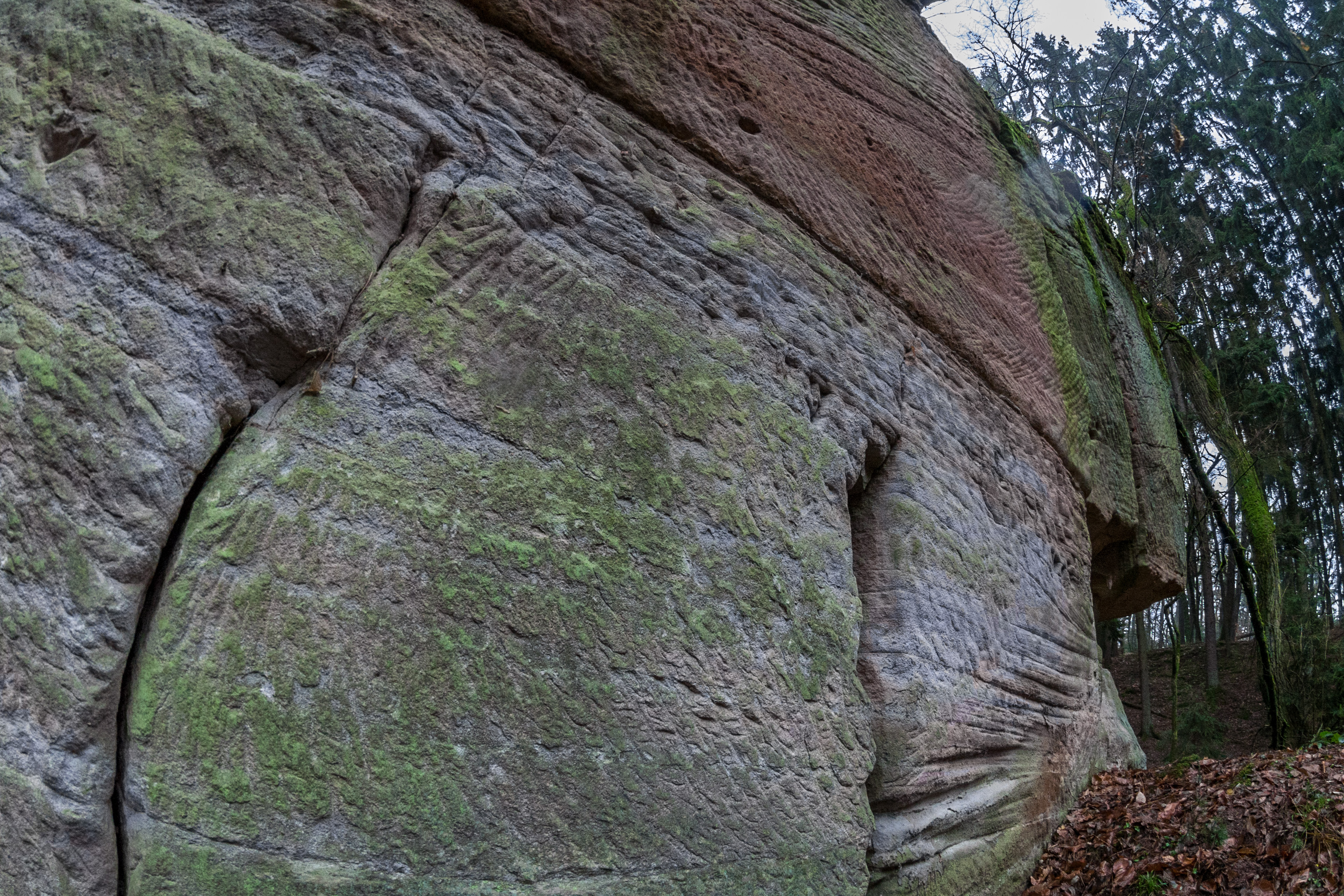
Bearbeitungsspuren
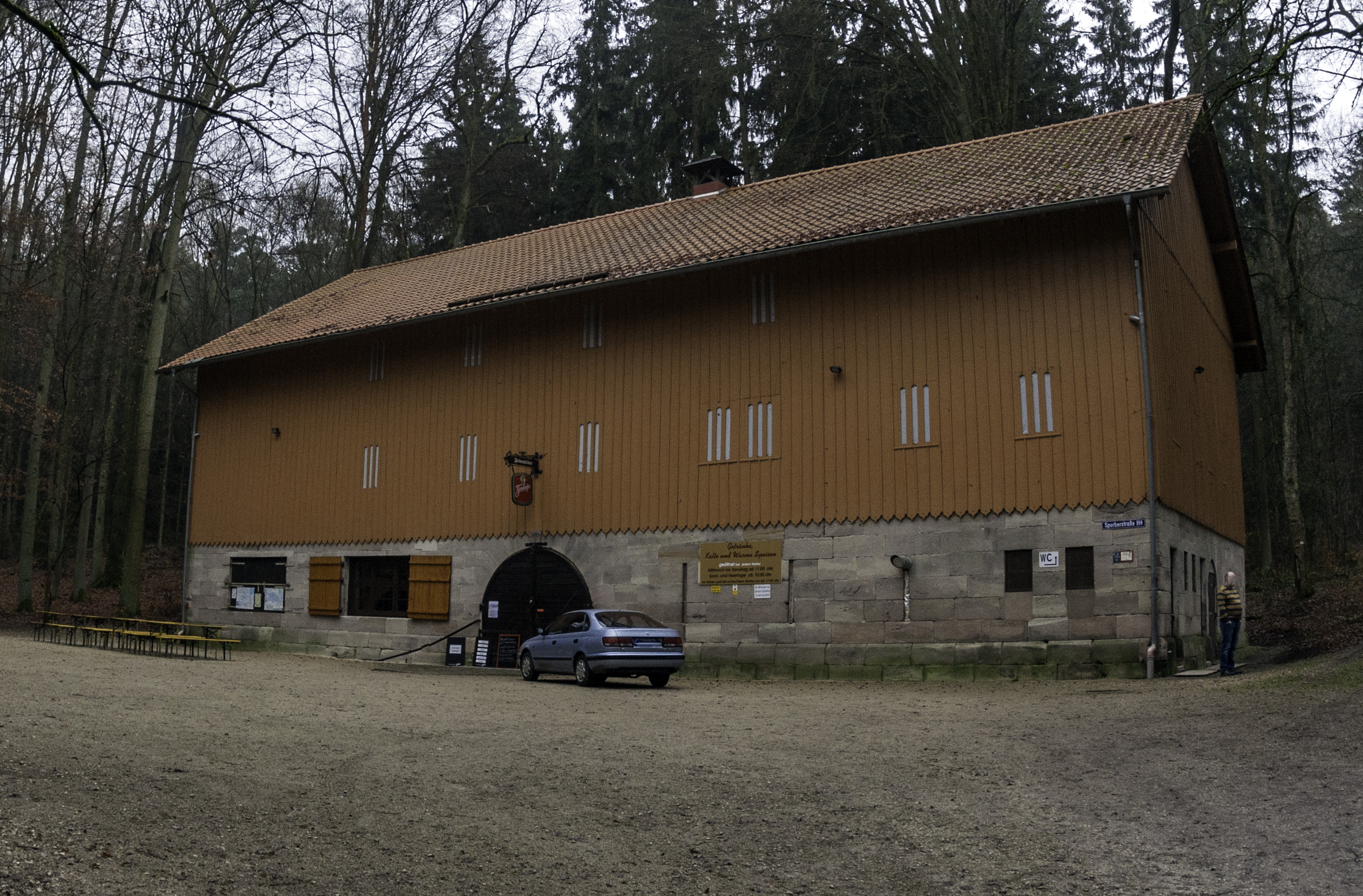
Waldschenke
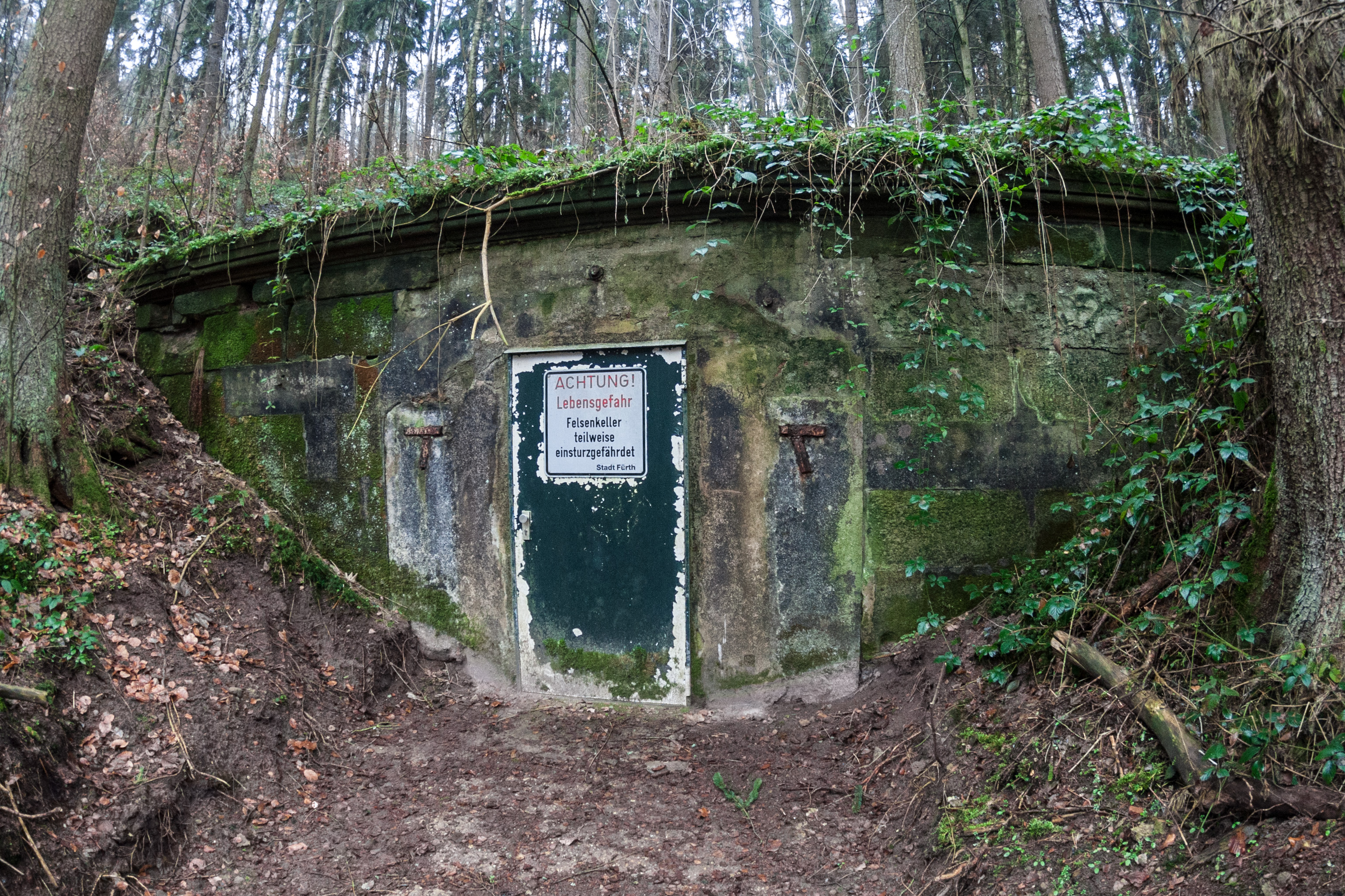
Eingang Felsenkeller
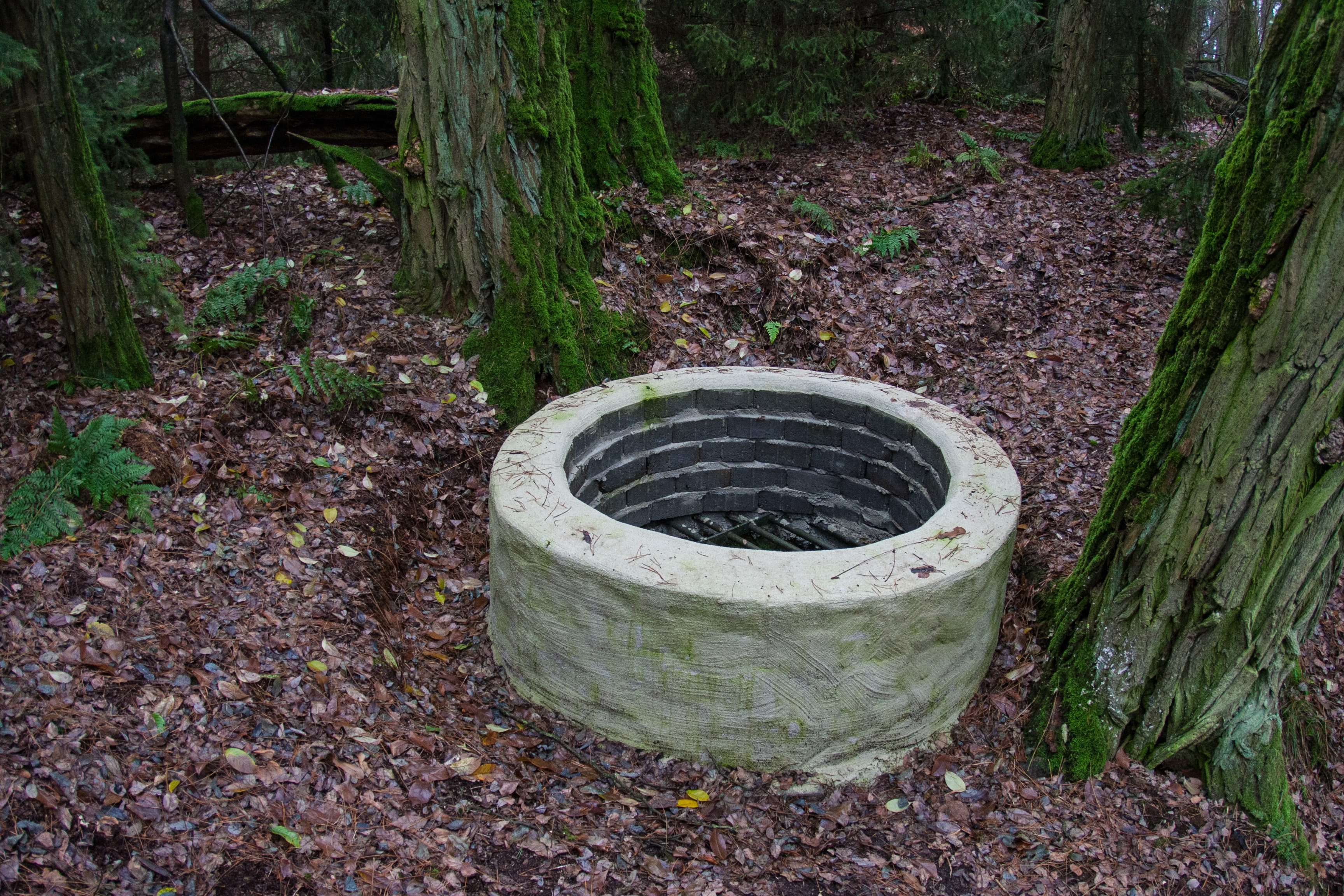
Lüftungsschacht des Felsenkellers

## Zugang
Die Steinbrüche sind ganzjährig frei zugängig. An einigen Stellen besteht Absturzgefahr. Es befinden sich auch zum Teil schlecht gesicherte Belüftungsschächte der darunterliegenden Felsenkeller. Das Gelände kann man nur zu Fuß oder mit dem Fahrrad über markierte Wanderwege erreichen.